# Jorginho Gularte
Jorginho Gularte, bürgerlicher Name Jorge Damiao Gularte, (* 16. Februar 1956 in Montevideo oder Porto Alegre, Brasilien; † 7. September 2013) war ein brasilianisch-uruguayischer Komponist, Gitarrist, Sänger und Musikproduzent.

## Leben
Jorginho Gularte war der Sohn der brasilianischen Karnevalstänzerin Martha Gularte. Er nahm insgesamt vier Solo-Alben auf. Dies waren „La Tambora“, „Influencia“, „AlmaZen“ und „Fata Morgana“. Als sein bekanntestes Stück gilt „Tambor Tambora“. Jedoch sprachen auch „Mi sangre esta alborotá“, „Cascatunga“ und „Desalojo“ ein breites Publikum an. Sein musikalisches Repertoire erstreckte sich vom uruguayischen „Beat“, dem er seit den 1970er Jahren verbunden war, bis hin zu Candombe, Blues, Soul und Funk. Er galt als innovativer Perkussionist. Bei einer Schlägerei während einer Hochzeitsfeier am 6. Mai 2002 in der Diskothek „W Lounge“ erlitt er so schwere Verletzungen, dass er zunächst ins Koma fiel. Der Vorfall wurde nie komplett aufgeklärt. Auch später litt er stark an den Nachwirkungen, hatte beispielsweise Wahrnehmungsprobleme und erlangte die Fähigkeit zu sprechen nur ansatzweise wieder.

## Diskographie
- La Tambora
- Influencia
- AlmaZen
- Fata Morgana